# Maniów Wielki
Maniów Wielki (niem. Groß Mohnau) – wieś w Polsce położona w województwie dolnośląskim, w powiecie wrocławskim, w gminie Mietków.

## Podział administracyjny
W latach 1975–1998 miejscowość administracyjnie należała do województwa wrocławskiego.

## Zabytki
Do wojewódzkiego rejestru zabytków wpisane są:
- kościół Niepokalanego Poczęcia NMP, filialny z XV w., XIX w. W świątyni epitafia m.in.:
  - Elisabeth von Loeben (zm. 1606), żony Apsolona von Lesota, z herbami:
    - ojcowskimi, po lewej, von: Loeben, Czirn, x, Gellhorn,
    - matczynymi, po prawej, von: Kottwitz, Nibelschütz, Bischofswerdt, Schachner.

  - Georga von Seidlitz, żonatego Anną von Bedaw, z herbami:
    - ojcowskimi, po lewej, von: Seidlitz,  Seidlitz, Seidlitz,  Profer
    - matczynymi, po prawej, von: Logau, Schindel, Reinsberg, Seidlitz.

  - Anny von Bedaw (zm. 1610), żony Geroga von Seidlitz, z herbami:
    - ojcowskimi, po lewej, von: Bedaw, Zedlitz,  Schweinichen, Reichaw,
    - matczynymi, po prawej, von: Schindel, Landsckron, Paczensky, Kreischelwitz.

  - Evy von Zeschen (zm. 1616), żony Christofa von Reichaw, z herbami:
    - ojcowskimi, po lewej, von: Zeschen, Schreibersdorf, Schweinichen, Logau,
    - matczynymi, po prawej, von: Eicke, Schindel, Schlewitz, Axleben.

  - Christofa von Reichaw (zm. 1626), z herbami:
    - ojcowskimi, po lewej, von: Reichaw, X, Zedlitz
    - matczynymi, po prawej, von: Seidlitz, Seidlitz, Seidlitz.

  - Christofa von Schindel z Tczipenckowicz (zm. 1551), z herbami:
    - ojcowskimi, po lewej, von: Schindel, Czirn,
    - matczynymi, po prawej, von: Schindel, Seidlitz.

  - Barbary von Redern (zm. 1568), żony Abrahama von Schindel, z herbami:
    - ojcowskimi, po lewej, von: Redern, Schindel,
    - matczynymi, po prawej, von: Üchtritz, Zedlitz.

  - chłopiec von Borschnitz, z herbami:
    - ojcowskimi, po lewej, von: Borschnitz, Lestwitz oraz von
    - matczynymi, po prawej, von: Schindel, Reichaw.

  - córka (zm. 1592) Albrichta von Seidlitz, z herbami:
    - ojcowskimi, po lewej, von: Seidlitz, Heide, Gellhorn,  Pfeil.
    - matczynymi, po prawej, von: Seidlitz, Seidlitz, Profer,  Seidlitz.

  - Henseleina von Lesota (zm. 1602), syna Absolona von Lesota, z herbami:
    - ojcowskimi, po lewej, von: Lesota, Lest, Schwihow, Pogrell,
    - matczynymi, po prawej, von: Loebel, Kottwitz, Czirn, Nibelschütz[5].
- folwark, z początku XIX w., XX w.:
  - stajnia
  - obora
  - spichrz

Ponadto we wsi znajdują się dwie figury św. Jana Nepomucena z XVIII w.: przy ul. Okulickiej z 1752 r. i w parku podworskim.